# مارکوویتسه (استان کویافسکو-پومورسکی)
مارکوویتسه (به لاتین: Markowice) یک روستا در لهستان است که در گمینا ستژلنو واقع شده‌است.